# Virgen con el Niño entre san Roque y san Sebastián

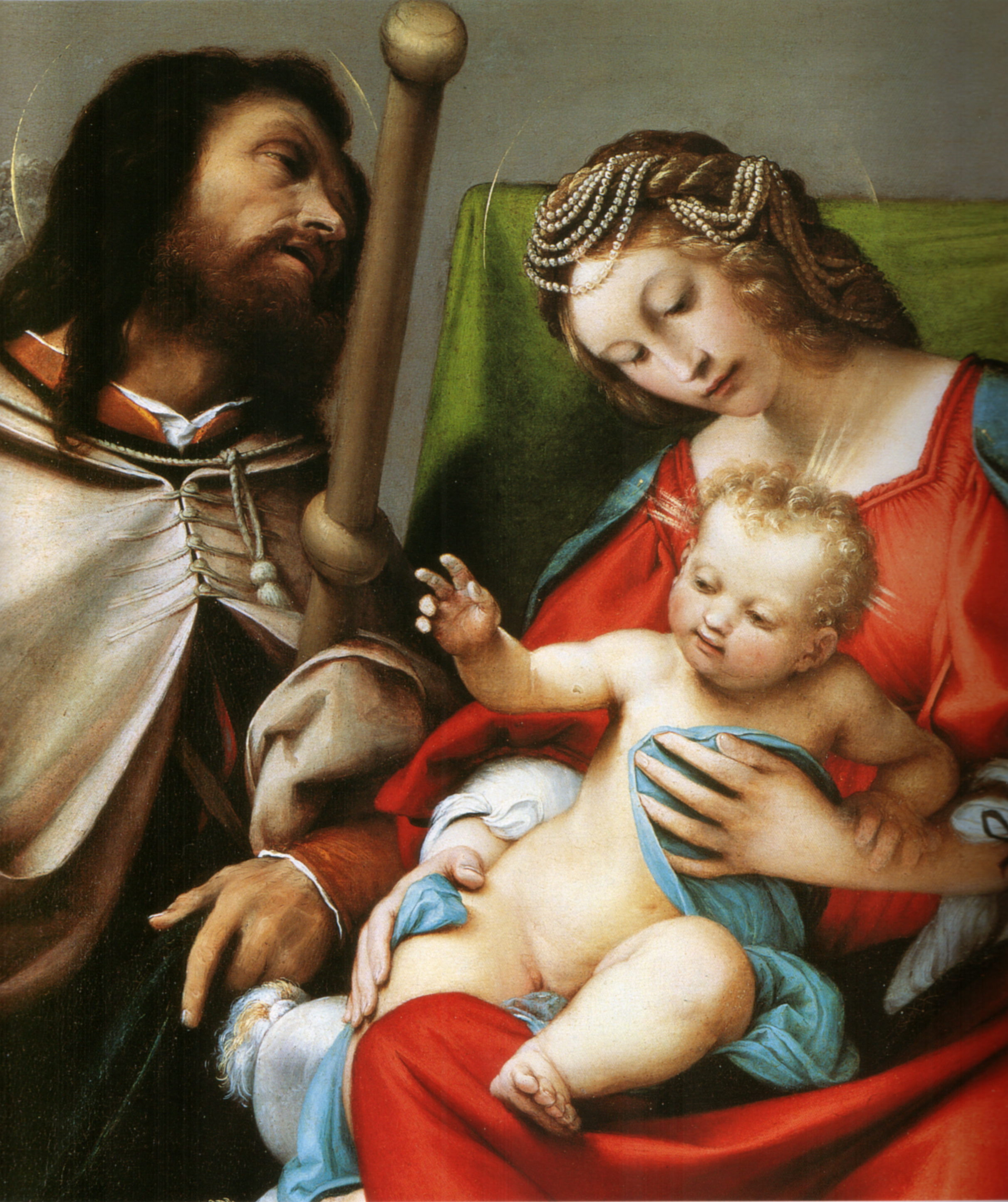
Detalle.

La Virgen con el Niño entre los santos Roque y Sebastián es un óleo sobre lienzo de 81,8 x 108,5 cm de Lorenzo Lotto, de 1518 y conservado en la Galería Nacional de Canadá, en Ottawa.

## Historia
El comitente de la obra fue Battista Cucchi, amigo de Lotto y uno de los once cirujanos activos en Bérgamo, apodado Battista degli Organi por su actividad de organista en los ratos libres en el Consorcio de la Misericordia.
Cucchi lo dejó en testamento, a su muerte en 1533, a la monja Lucrezia de Tirabuschis (Tiraboschi) del monasterio de Santa Agradecida en vía Arena, donde quedó en fideicomiso hasta 1798. Es mencionado por Carlo Ridolfi en Le Meraviglie dell'Arte de 1648, por Donado Calvi en el texto Effemeride sagro profana di quanto di memorable sia successo in Bergamo, y  más tarde por Francesco Tassi. Fue por temor a la eventual supresión del convento en 1798, con la enajenación del cuadro, que las monjas lo vendieron "a bajo precio" al abad Giovanni Ghidini, para que no fuera inventariado y desmantelado durante el expolio napoleónico, pasando luego a ser el propietario. El bisnieto del prelado Nicola Ghidini, lo concedió en 1864 a la Colección Piccinelli de Seriate; fue entonces que Ercole Piccinelli vendió la obra a Alessandro Contini Bonacossi por 180.000 liras. Al ser rechazado por los Uffizi, los herederos de Contini lo pusieron en el mercado anticuario, siendo comprado por la Galería Nacional de Ottawa en 1976, donde se encuentra.

### Battista Cucchi
De Cucchi, que probablemente vivía en la plazoleta de santa María la Mayor, se ha conservado su registro médico, donde anotaba sus cirugías. Muchas fueron operaciones de abscesos y pólipos nasales; curó úlceras mamarias y genitales de los soldados franceses que frecuentaban el burdel de la ciudad, así como fracturas de brazos y piernas. Entre sus pacientes figuran Leonino Brembati herido en la frente, la nuera de Zovanino Casotti caída de un caballo, así como Gabriele Tasso de quien dice que le trató numerosas enfermedades, y al joven de Capoferri encargado de la terminación de las taraceas de la catedral, "un testículo inflamado con dolor".

## Descripción y estilo
La obra tiene aparentemente un típico esquema devocional, con los personajes a media figura alineados sobre un espacio horizontal, la Madonna con el Niño en el centro y dos santos a los lados, sobre un modelo ampliamente utilizado en Venecia por Giovanni Bellini y otros. Pero en este caso, sin embargo, la Virgen está desalineada, sentada sobre cojines en un desnudo pedestal, cubierto solo por una tela verde, donde también descansa las piernas, según el modelo de la Virgen de la Humildad, y flanqueada por los santos Roque y Sebastián (protectores contra la peste) que están de pie, a un nivel más bajo, y con una rotación complementaria del busto de tres cuartos (frontal y dorsal). Roque, con el bastón de peregrino bajo el brazo, muestra su llaga en el muslo, que es milagrosamente sanada por la bendición del Niño, mientras Sebastián, maniatado y con una sola flecha clavada, en cambio se gira hacia delante para ver, con expresión sorprendida, el prodigio.
La construcción de la composición tiene un gusto exquisitamente protomanierista, con el uso de líneas diagonales y un sustancial desinterés en la perspectiva (las proporciones de hecho no siempre cuadran, sino que parecen variar para resaltar los santos laterales).
La luz es suave y envolvente, aplicada con un efecto sedoso, como en la rizada melena rubia de Sebastián, o lanoso, como en el sombrero de vellón de Roque, a su espalda. Extraordinario el concierto de colores vivos, resaltado por el fondo gris, y que culmina en el rojo intenso de la túnica de María.
En los primeros años del siglo XVII Enea Salmeggia realizó una copia de excelente calidad conservada en Costa Mezzate en el castillo de los Camozzi Vertova.